# African Corpse
African Corpse ist eine deutsche Death-Metal-Band bzw. Thrash-Metal-Band, die 2009 in Heilbronn gegründet wurde.

## Geschichte
2009 veröffentlichte die Band ihre erste EP mit dem Namen African Corpse. Im Jahre 2010 spielte African Corpse auf einem Konzert zusammen mit U.D.O. und anderen Bands auf dem WFO-Openair Festival der Weizenbierfreunde Ochsenburg zu deren 15-jährigem Jubiläum in Ochsenburg bei Eppingen. Außerdem war sie Vorband von Gruppen, wie We Butter the Bread with Butter, Debauchery oder Atrocity. 2012 spielte African Corpse auf dem Sunstorm Festival.
2013 erschien das Album Corpsewar. Im selben Jahr trat die Band beim Metal Fasnet der Weizenbierfreunde Ochsenburg auf. 2014 und 2017 spielte African Corpse nochmal auf dem Sunstorm Festival. 2017 erschien das Album Conclusion 17.
Neben Festivals spielt African Corpse auch auf kleineren Veranstaltungen und Konzerten, wie beispielsweise dem Weizenbierfest Ochsenburg im Jahr 2019. Auch in Ländern wie Slowenien oder Italien ist die Band bereits aufgetreten.

## Name
Der Name der Band befasst mit dem Hunger und Sterben in der so genannten dritten Welt. Die Band veranstaltet Wohltätigkeitsaktionen, bei denen sie abseits der Musik auf die Missstände in der dritten Welt aufmerksam macht und Spendenaktionen auf die Beine stellt.

## Stil
Stilistisch ist African Corpse in die Spielart des Thrash Metals einzuordnen. Die Texte der Band behandeln das aktuelle Weltgeschehen, wie beispielsweise den Hunger in Afrika oder gesellschaftskritische Themen, etwa im Song Helen of Troy.

## Diskografie
- 2009: African Corpse (EP)
- 2013: Corpsewar (Album, SAOL / H’Art)
- 2017: Conclusion 17 (Album)